# A River Runs, Turns, Erases, Replaces
A River Runs, Turns, Erases, Replaces ist ein Film von Shengze Zhu, der im Frühjahr 2021 beim Dokumentarfilmfestival Cinéma du Réel und den  Internationalen Filmfestspielen Berlin vorgestellt wurde.

## Produktion
Regie führte die chinesische Dokumentarfilmerin Shengze Zhu.
Im März 2021 wurde er beim Dokumentarfilmfestival Cinéma du Réel vorgestellt. Im Juni 2021 wurde er bei den Internationalen Filmfestspielen Berlin gezeigt. Ende Oktober 2021 wurde er im Rahmen der Viennale vorgestellt. Im April 2022 wurde er beim Seattle International Film Festival gezeigt. Ende Juli 2022 wird der Film beim New Horizons International Film Festival vorgestellt.

## Auszeichnungen
Cinéma du Réel 2021
- Nominierung im internationalen Wettbewerb[7]

Internationale Filmfestspiele Berlin 2021
- Nominierung für den Berlinale Dokumentarfilmpreis
- Auszeichnung mit dem Caligari Filmpreis[8]